# صلاح باعثمان
صلاح بن سالم باعثمان إمام الحرم المكي المكلف عام 1437 وعام 1438 
ويعمل الشيخ الدكتور صلاح بن سالم بن سعيد باعثمان - الذي كُلف بإمامة المصلين بالحرم المكي عميداً لكلية القرآن الكريم والدرسات الإسلامية في جامعة الملك عبد العزيز، وقد حصل على البكالوريوس تخصص الدراسات الإسلامية من جامعة الملك عبد العزيز، قبل أن يحصل على الماجستير والدكتوراه تخصص التفسير من جامعة أم القرى.
وشغل باعثمان العديد من المناصب، منها رئيس قسم الدراسات القرآنية، ورئيس وحدة تنمية الموارد، وعضو مجلس إدارة المستودع الخيري بجدة، والمشرف على مكتب تعاون للخدمات الاجتماعية بجدة، والمشرف على مكتب تعاون بحي الأندلس.

## في الأعلام
- قدم برنامج وقفة مع آية 1436
- أشرف على برنامج حياة جديدة 1437
- أشرف على برنامج تأملات قرآنية 1436
- أشرف على برنامج قصة وآية 1438
- أشرف على برنامج اعظم سجين في التاريخ 1438
- أشرف على برنامج مع النبي 1438
- أشرف على برنامج دينّاً قِيَماً 1438
- أشرف على برنامج حوار الأرواح 1438
- قدم برنامج وقفة مع آية الجزء الثاني 1439